# Umbar Pada Nandade
Umbar Pada Nandade is een census town in het district Palghar van de Indiase staat Maharashtra. 

## Demografie
Volgens de Indiase volkstelling van 2001 wonen er 5689 mensen in Umbar Pada Nandade, waarvan 53% mannelijk en 47% vrouwelijk is. De plaats heeft een alfabetiseringsgraad van 73%. 